# Mauritia arabica
Mauritia arabica – gatunek porcelanki. Osiąga od 24 do 105 mm, „typowy” osobnik mierzy około 50–60 mm. Dość powszechnie występujący gatunek porcelanki; ze względu na swe całkiem spore rozmiary i pospolitość jest gatunkiem powszechnym w handlu – na straganach i w sklepach z pamiątkami, większe znaczenie kolekcjonerskie mają jego rzadsze podgatunki:
- Mauritia arabica prasina
- Mauritia arabica massauensis – porcelanka Graya, występuje na niewielkim obszarze – Morze Czerwone i zachodni Ocean Indyjski
- Mauritia arabica immanis – zwana „gigantyczną porcelanką arabską”, osiągający zazwyczaj 70–100 mm podgatunek występujący w zachodniej części Oceanu Indyjskiego
- Mauritia arabica asiatica – występuje w wodach Azji, zwłaszcza wokół Japonii

## Występowanie
Mauritia arabica występuje na sporym obszarze rejonu wód indopacyficznych.
Porcelanka ta, ze względu na spore zdolności adaptacyjne i niewybredność, jest dość często używana do zasiedlania sztucznych zbiorników i akwariów w oceanariach, jak również w prywatnych kolekcjach żywej fauny i flory mórz i oceanów – życie porcelanki arabskiej można obserwować np. w gdyńskim Akwarium.